# Ramon Soldevila i Claver
Ramon Soldevila i Claver (Lleida, 1828-1908) fou un advocat i polític lleidatà, diputat a les Corts Espanyoles durant la restauració borbònica.

## Biografia
Llicenciat en dret, fill de Francesc Xavier Soldevila, notari i paer en cap liberal en 1823. Entre 1856 i 1868 va ocupar diversos càrrecs a la diputació de Lleida i a la paeria de Lleida com a membre de la Unió Liberal. Duran la revolució de 1868 va donar suport al nou govern i el 1874 fou paer en cap de Lleida pel Partit Constitucional. Durant la restauració borbònica fou un dels caps del Partit Liberal Conservador a la província de Lleida, i a finals de segle es posicionà al costat de Francisco Silvela.
Fou elegit diputat per la circumscripció de Lleida a les eleccions generals espanyoles de 1876, 1879, 1884 i 1896. Durant el seu mandat fou força actiu i s'interessà no sols pels temes jurídics, sinó per tot allò que afectava a les corporacions de les terres de Lleida. El 1878 formà part d'una comissió de parlamentaris catalans per a investigar la crisi industrial al Principat i el 1889 representà el Col·legi d'Advocats de Lleida en la comissió catalana encarregada de redactar un avantprojecte de llei que conservés el dret civil català en el Codi civil espanyol.